# Irma Astorga
Irma Isabel Astorga Úbeda (Llay-Llay, 1920-Quebrada de Alvarado, 1999) fue una escritora chilena, galardonada con el Premio Municipal de Literatura de Santiago en 1971.

## Biografía
Nació en Llay-Llay en 1920, aunque su partida de nacimiento fue inscrita en Santiago, siendo sus padres Belisario Astorga Mena y Carmen Úbeda Órdenes. Realizó sus estudios primarios en la escuela básica rural de la hacienda La Estancilla, ubicada cerca de Llay-Llay, y posteriormente en el Liceo María Auxiliadora de Santiago. Estuvo casada con el escritor Hugo Goldsack Blanco.
Entre sus primeras obras publicadas se encuentran La muerte desnuda (1948) —del cual Eleazar Huerta Valcárcel señaló que es «la obra de un poeta, no de una poetisa, por la extraordinaria fuerza que revela»— y Tríptico (1949). En enero de 1954 realizó una gira por Bolivia, en donde participó de diversas conferencias y recopiló información sobre la cultura y literatura del país. En 1961 publicó Ceniza Quebrada (1961), y sus distintas obras fueron elogiadas por autores como Pablo de Rokha y Pablo Neruda.
El 6 de octubre de 1971 recibió el Premio Municipal de Literatura de Santiago en la categoría Novela por su obra La compuerta mágica; en aquella ocasión el jurado estaba compuesto por Joaquín Gutiérrez, José Miguel Varas, Hugo Montes y Rafael Otero Echeverría y recibió un premio de 8300 escudos. La obra narra la vida de un campesino que se convierte en un héroe, y Simón Blanco describe en El Siglo que el libro es «una joya, un redescubrimiento de nuestros campesinos, de sus mitos, de su pequeña vida verdaderamente excepcional».
Falleció en 1999 en la localidad de Quebrada de Alvarado (Olmué), en donde residía desde 1982.

## Obras publicadas
- La muerte desnuda (1948)
- Tríptico (1949)
- Ceniza Quebrada (1961)
- La compuerta mágica (1971)